# Erik Gustaf Lillienberg
Erik Gustaf Lillienberg, född 1719, död 1770, var en svensk friherre och militär. Han var son till assessor Daniel 
Dreffling, adlad Lillienberg, samt bror till Johan Georg och Carl Fredrik Lillienberg.
Lillienberg blev sergeant vid livgardet 1737, gick 1737 i fransk tjänst och blev 1749 överste i franska armén. Samma år blev han kapten vid det svenska livgardet och 1757 överste och chef för Kalmar regemente. Under pommerska kriget tillfångatogs han som kommendant i Demmin. År 1766 blev han generalmajor och 1769 generallöjtnant.